# ال سرکادو
ال سرکادو (به لاتین: El Cercado) یک منطقهٔ مسکونی در جمهوری دومینیکن است که در استان سن خوان، جمهوری دومینیکن واقع شده‌است. ال سرکادو ۲۸۳٫۰۵ کیلومتر مربع مساحت و ۲۵٬۶۸۸ نفر جمعیت دارد.